# Johan Burk
Johan Frederik Karel Hendrik Jacob Burk fue un deportista neerlandés que compitió en remo. Participó en los Juegos Olímpicos de Londres 1908, obteniendo una medalla de bronce en la prueba de cuatro sin timonel.

## Palmarés internacional
| Juegos Olímpicos | Juegos Olímpicos      | Juegos Olímpicos  | Juegos Olímpicos   |
| Año              | Lugar                 | Medalla           | Prueba             |
| ---------------- | --------------------- | ----------------- | ------------------ |
| 1908             | Londres (Reino Unido) | Medalla de bronce | Cuatro sin timonel |